# Piso

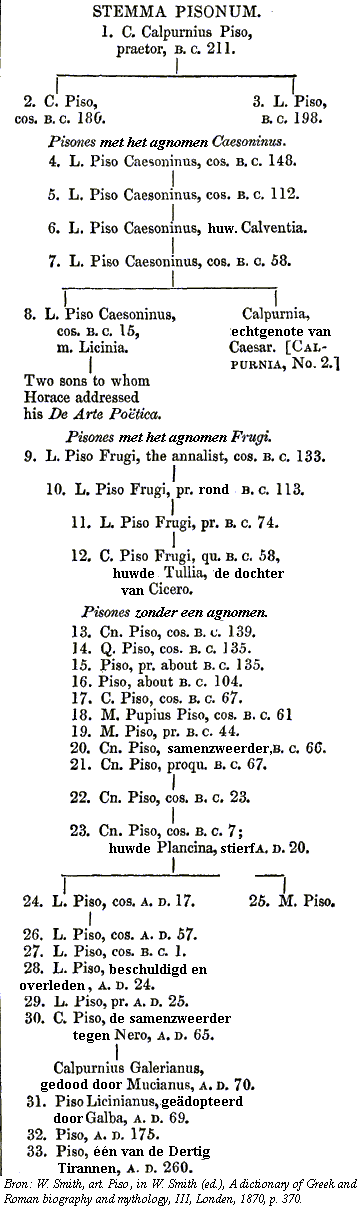
Arborele genealogic al familiei Piso

Familia Piso a Romei antice, a fost o familie nobiliară proeminentă, ramură plebeică a ginții Calpurnia, descendentă din Calpus, fiul lui Numa Pompilius, succesorul lui Romulus și fondatorul Romei. Se crede că aceste linii genealogice romane foarte vechi au provenit din Troia. Familia Piso a numărat în rândurile ei cel puțin 50 membrii de seamă, oameni de stat, consuli, poeți și istorici. 
Printre membrii notabili s-au numărat:
- Gaius Calpurnius Piso - pretor, 211 î.Hr.
- Lucius Calpurnius Piso - consul, 175 î.Hr.
- Lucius Calpurnius Piso Caesoninus - consul, 148 î.Hr.
- Lucius Calpurnius Piso Frugi - consul, 133 î.Hr.
- Lucius Calpurnius Piso Caesoninus - consul, 112  î.Hr.
- Gaius Calpurnius Piso – consul, 111  î.Hr.
- Gaius Calpurnius Piso - consul, 67 î.Hr.
- Marcus Pupius Piso Frugi Calpurnianus – consul, 61 î.Hr.
- Lucius Calpurnius Piso Caesoninus – consul, 58 î.Hr., socrul lui Iulius Cezar
- Lucius Calpurnius Piso – consul, 27 î.Hr.
- Lucius Calpurnius Piso Pontifex – consul, 15 î.Hr. , pontifex
- Cnaeus Calpurnius Piso – consul, 7 î.Hr.
- Lucius Calpurnius Piso – consul,1 î.Hr., augur
- Lucius Calpurnius Piso – consul, 27 d.Hr.
- Lucius Calpurnius Piso –consul, 57 d.Hr.
- Gaius Calpurnius Piso - senator, lider al conspirație pisoniene în 65 d.Hr.
- Lucius Calpurnius Piso Licinianus - adoptat de către Galba și numit adjunct la scaunul de împărat, timp de cinci zile în 69 d.Hr.
- Gaius Calpurnius Piso – consul, 111 d.Hr.
- Quintus Calpurnius Piso - consul 135 d.Hr.
- Lucius Calpurnius Piso – consul, 175 d.Hr.
- Lucius Calpurnius Piso Frugi - uzurpator împotriva lui Gallienus și Valens în 261 d.Hr.
- Cnaeus Calpurnius Piso - chestor
- Marcus Calpurnius Piso - senator